# Grupos armados de la Guerra Civil Siria

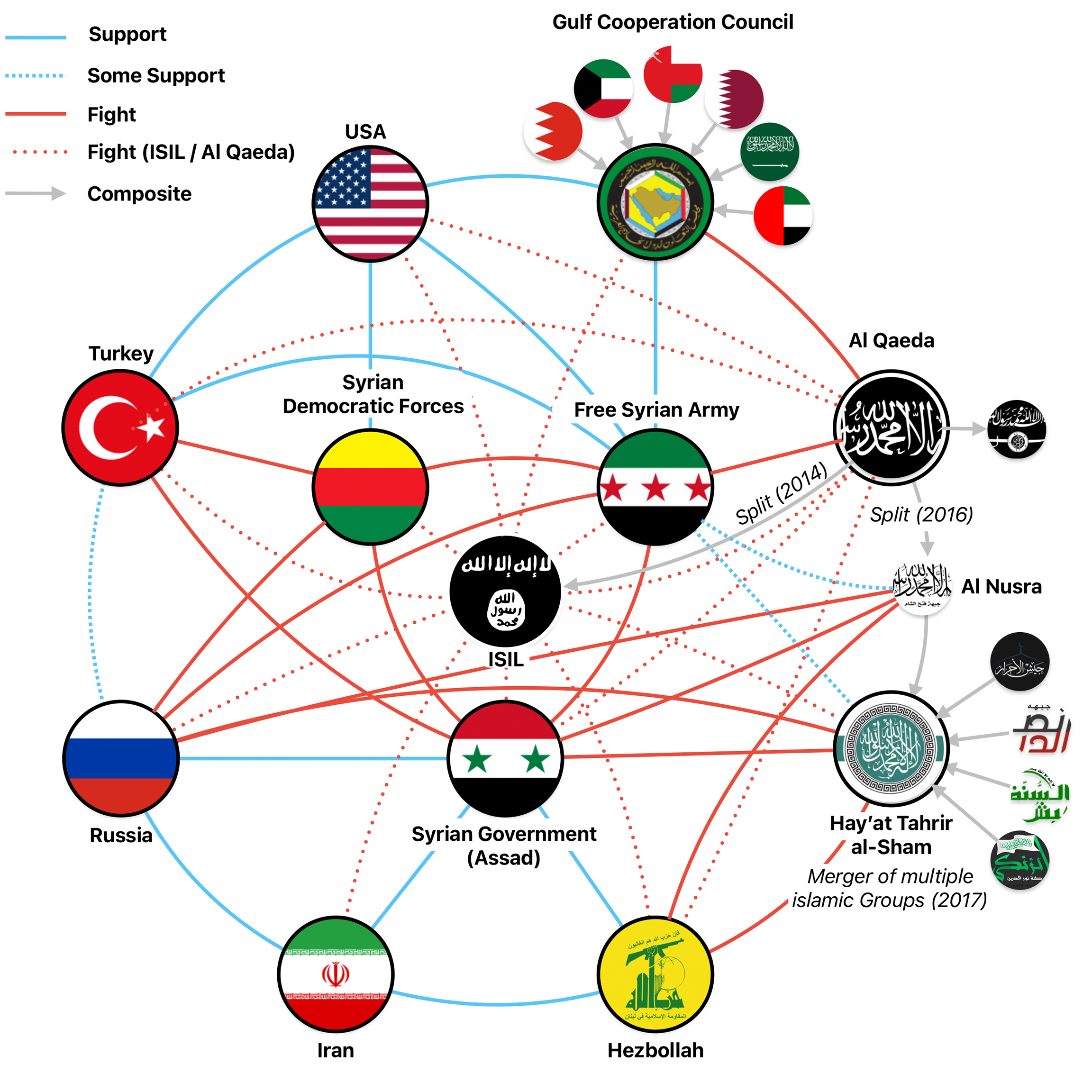
Actores locales, regionales e internacionales involucrados en la guerra civil siria antes de la caída de Damasco y el régimen de Bashar Al-Ásad.

Varios Estados y grupos armados se han involucrado en la guerra civil siria (2011-presente) como beligerantes. Los principales grupos fueron la República Árabe Siria y sus aliados, la oposición siria y sus aliados, Al Qaeda y sus afiliados, el Estado Islámico y las Fuerzas Democráticas Sirias kurdas.

## El régimen baazista y sus aliados
Varias fuentes han destacado que, al menos a finales de 2015 o principios de 2016, la República Árabe Siria dependía de una combinación de voluntarios y milicias, en lugar de las Fuerzas Armadas Sirias .   Entre 2016 y 2020, con la ayuda de Rusia e Irán, las Fuerzas Armadas Árabes Sirias se reconstruyeron y unificaron a la mayoría de las milicias armadas. 

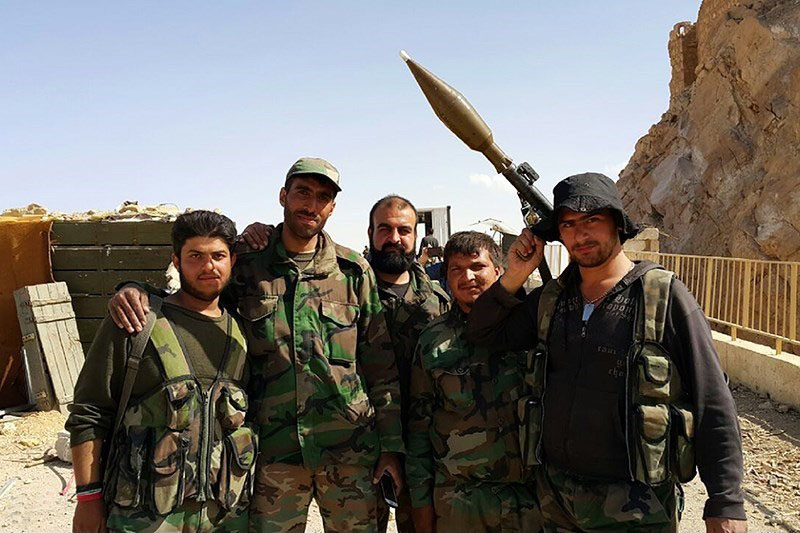
Soldados del ejército sirio después de la ofensiva de Palmira de 2016.

### Fuerzas Armadas Sirias

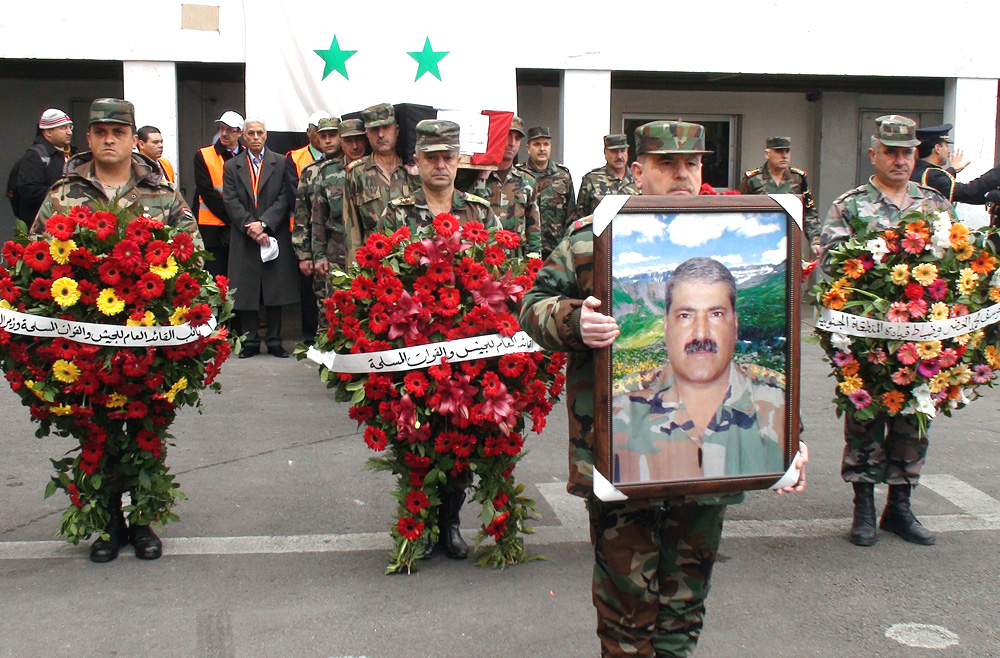
La procesión fúnebre del general sirio Mohammed al-Awwad, asesinado en Damasco en 2012

Las Fuerzas Armadas Sirias están formadas por el Ejército Árabe Sirio (incluye la Guardia Republicana ), las Fuerzas Navales Sirias, las Fuerzas Aéreas Sirias y las Fuerzas de Defensa Aérea Siria .  Antes de que estallara el levantamiento y la guerra, se estimaba que las Fuerzas Armadas Sirias contaban con 295.000 soldados regulares y 314.000 reservistas.  Aunque los puestos más altos del ejército estaban ocupados en su mayoría por alauitas, las tropas de tierra estaban formadas en su mayoría por sunitas, y una vez que comenzaron los levantamientos, el régimen sirio dudó en emplear estas tropas contra los rebeldes sunitas.  Por lo tanto, el ejército dependía de unidades de élite leales y de milicias alauitas como la Shabiha .  Debido a las deserciones que siguieron a los levantamientos, a finales de 2013 el número de tropas regulares había disminuido a alrededor de 110.000.  En 2024, se estima que el ejército sirio contaría con 169.000 soldados activos.  La mayoría de las divisiones del ejército tienen efectivos insuficientes, pero Rusia ha estado ayudando en la reconstrucción y reequipamiento de algunas divisiones. 

### Fuerzas de Defensa Nacional
El NDF sirio ( árabe : قوات الدفاع الوطني Quwāt ad-Difāʿ al-Watanī) se formó a partir de milicias progubernamentales en 2013.  Las fuerzas actúan en un papel de infantería, luchando directamente contra los rebeldes sobre el terreno y realizando operaciones de contrainsurgencia en coordinación con el ejército, que les proporciona apoyo logístico y de artillería. Muchos de los combatientes son entrenados en Irán,  y reciben sus salarios y equipo militar del gobierno sirio.  A partir de 2024, el NDF contará con alrededor de 50.000 soldados.  Las fuerzas armadas cuentan con un grupo de mujeres de 500 hombres llamado " Leonas de la Defensa Nacional ", que opera puestos de control.  Las NDF están formadas principalmente por alauitas,  pero muchas de las milicias cristianas sirias (como Sootoro en Al-Hasakah ) también luchan del lado del gobierno sirio para defender sus antiguas ciudades, pueblos y granjas del EI (véase también milicias cristianas). Milicias en Siria ). 

### Shabiha
La Shabiha ( árabe levantino : شَبِّيحَة Šabbīḥa , ; también romanizado Shabeeha o Shabbiha ;  Los ' fantasmas ' son milicias pro gubernamentales no oficiales formadas en gran parte por miembros del grupo minoritario alauita de Siria. Desde el levantamiento, el gobierno sirio baazista ha sido acusado de utilizar la Shabiha para disolver las protestas y aplicar las leyes en barrios conflictivos.  A medida que las protestas se intensificaron hasta convertirse en un conflicto armado, la oposición empezó a utilizar el término Shabiha para describir a los civiles que sospechaban que apoyaban a Bashar al-Assad y al gobierno sirio y que se enfrentaban con manifestantes partidarios de la oposición.  La oposición culpa a la Shabiha de los numerosos excesos violentos cometidos contra los manifestantes antigubernamentales y simpatizantes de la oposición,  así como de los saqueos y la destrucción. 
El fenómeno Shabiha comenzó en la década de 1980, no como un grupo específico sino como una serie de grupos criminales y semicriminales afiliados al clan Assad.  Bassel al-Assad intentó restringir sus actividades en la década de 1990, pero no tuvo éxito total.  Se ha descrito a los Shabiha como "un grupo paramilitar alauita notorio, acusado de actuar como ejecutores no oficiales del gobierno de Assad";  "hombres armados leales a Assad",  y, según el Centro Árabe de Investigación y Estudios Políticos con sede en Qatar, "bandas semicriminales comprisedof [sic] matones cercanos al gobierno".  A pesar de la imagen del grupo como una milicia alauita, se ha informado que algunos Shabiha que operan en Alepo son sunitas. 

### Hezbolá
Hezbolá es un grupo armado chiita respaldado por Irán y una fuerza política con sede en el Líbano . El 25 de mayo de 2013, su líder , Hassan Nasrallah, confirmó que las tropas de Hezbolá estaban luchando junto al ejército sirio contra los extremistas islámicos y prometió que "su grupo no permitirá que los militantes sirios controlen las zonas fronterizas con el Líbano".  En el discurso televisado, dijo: "Si Siria cae en manos de Estados Unidos, Israel y los takfiris, los pueblos de nuestra región entrarán en un período oscuro".  También pidió a los chiitas y a Hezbolá que protejan el santuario de Sayida Zeinab .  El presidente Bashar al-Assad había negado a principios de mayo que hubiera combatientes extranjeros, árabes o no, luchando por el gobierno en Siria. 
La decisión de Hezbolá de ayudar al gobierno sirio se debe probablemente al hecho de que goza de la protección del gobierno en lo que respecta a la adquisición y almacenamiento de armas del grupo en Siria.  Siria constituye un importante corredor de acceso entre Hezbolá en el Líbano y su partidario, Irán, y la supervivencia de un régimen que era amigo de Hezbolá era lo mejor para el grupo. 
En 2012 y 2013, Hezbolá participó activamente en la obtención del control del territorio en la Gobernación de Homs, en Siria.   En mayo de 2013, el grupo colaboraba públicamente con el ejército sirio   y lo ayudaba a obtener el control del 60 por ciento de Al-Qusayr el 14 de mayo.  En el Líbano, se informó de un aumento de los funerales de combatientes de Hezbolá, así como del bombardeo de zonas controladas por Hezbolá por parte de rebeldes sirios. 
Según analistas independientes, a principios de 2014, aproximadamente 500 combatientes de Hezbolá habían muerto en el conflicto sirio.  En 2014, Nasrallah afirmó que los combatientes de Hezbolá habían ayudado a Assad a recuperar el control del país y que el régimen sirio ya no corría peligro de ser derrocado.  Se estima que el número actual de tropas de Hezbolá en Siria es de alrededor de 7.000 a 8.000. 

### Irán

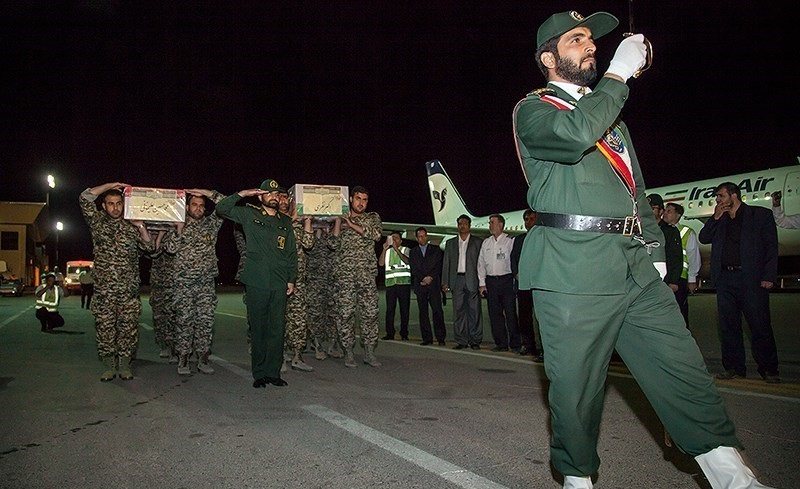
Los cuerpos de las víctimas iraníes regresan a Kermanshah, agosto de 2016.

Desde la fase de levantamiento civil de la guerra civil siria, Irán ha proporcionado a la República Árabe Siria apoyo financiero, técnico y militar, incluido el entrenamiento y el envío de tropas de combate.    Irán y Siria son aliados estratégicos cercanos, ya que Irán considera que la supervivencia del gobierno de Assad es crucial para sus intereses regionales.   Se informó que el líder supremo de Irán, Ali Jamenei, se mostró abiertamente a favor del gobierno baazista. 
En diciembre de 2013, se pensaba que Irán tenía aproximadamente 10.000 agentes en Siria.  Pero según Jubin Goodarzi, profesor adjunto e investigador de la Universidad Webster, Irán ayudó a la Siria baazista con un número limitado de unidades y personal desplegado, "a lo sumo cientos... y no miles como afirmaron fuentes de la oposición".  Los combatientes del Hezbolá libanés respaldados por Teherán han asumido roles de combate directo desde 2012.   En el verano de 2013, Irán y Hezbolá brindaron un importante apoyo en el campo de batalla a las fuerzas sirias, permitiéndoles avanzar sobre la oposición.  En 2014, coincidiendo con las conversaciones de paz en Ginebra II, Irán intensificó su apoyo al presidente sirio Assad.   El Ministro de Finanzas y Economía sirio declaró que más de 15 mil millones de dólares provenían del gobierno iraní.  Antes de su asesinato, el comandante de la Fuerza Quds del Cuerpo de la Guardia Revolucionaria Islámica, Qasem Soleimani, estaba a cargo de la cartera de seguridad del presidente sirio Assad y supervisaba el armamento y el entrenamiento de miles de combatientes chiitas pro gubernamentales. 
Según informes, en 2015, 328 soldados del CGRI, incluidos varios comandantes, habían muerto en la guerra civil siria desde que comenzó.  en 2024, el número estimado de tropas iraníes en Siria era de 1500. 

### Milicias chiitas extranjeras

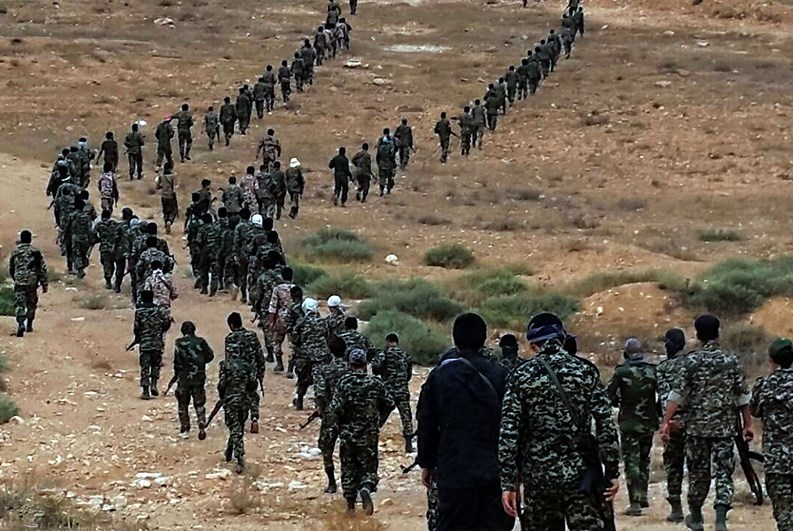
Combatientes de Liwa Fatemiyoun durante la ofensiva de Palmira en diciembre de 2016

Además de entrenar y enviar tropas, Irán también ha reclutado combatientes chiitas de Irak, Afganistán y Pakistán para luchar en nombre de la República Árabe Siria.  Se ha estimado que el número de afganos que combaten en Siria en su punto álgido era "entre 10.000 y 18.000", pero actualmente se estima que está entre 500 y 1.500.  La principal fuerza compuesta por combatientes afganos es la liwa' fatimiyun ( Brigada Fatemiyoun ), fundada a finales de 2012.   El número de combatientes paquistaníes es mucho menor, entre 800 y 2.500, y está concentrado en la liwa' zaynabiyun ( Brigada Zaynabiyun ), formada en noviembre de 2015.   Muchos o la mayoría de los combatientes eran refugiados que vivían en Irán, y los sobrevivientes y desertores de Fatemiyoun informaron que fueron obligados o sobornados para unirse a la milicia y enviados a las líneas del frente más peligrosas con poco o ningún entrenamiento. 

### Rusia

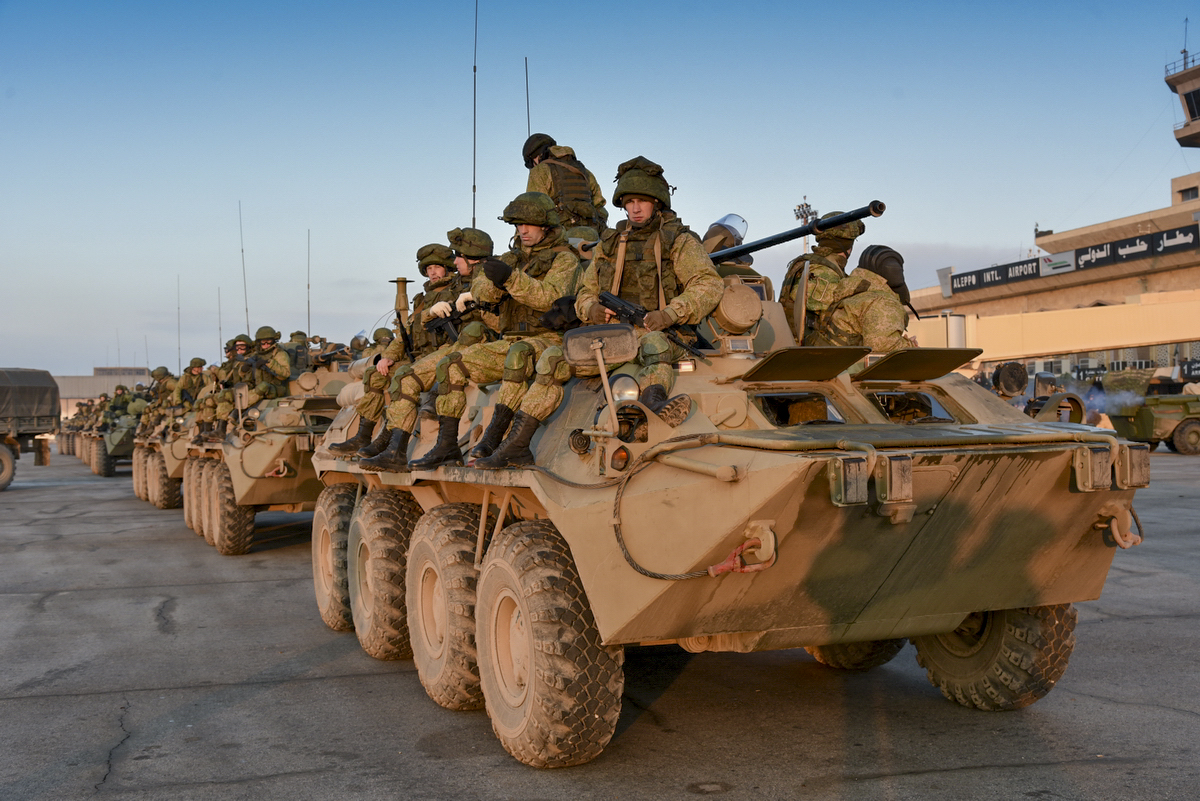
Tropas rusas en Alepo en diciembre de 2016

El 30 de septiembre de 2015, Rusia lanzó una intervención militar en Siria (a petición de Bashar al-Assad) para apoyar al gobierno de Bashar al-Assad en su lucha contra los rebeldes y el Estado Islámico (EI).   Las fuerzas rusas resultaron ser un factor decisivo en la guerra, ayudando al régimen de Assad a mantenerse en el poder.  La guerra en Siria se convirtió en un importante campo de pruebas y un impulso para el ejército ruso y los grupos militares con base en Rusia, como el Grupo Wagner .  En 2022, Rusia retiró la mayoría de sus tropas de Siria para reforzar su ejército en el frente en Ucrania .  A partir de 2024, el número estimado de tropas rusas en Siria es de 4.000.  El gobierno ruso y el gobierno sirio han sido aliados durante mucho tiempo, y la caída del régimen habría significado la pérdida de un importante aliado ruso en la región. 
En una entrevista concedida a los medios rusos en marzo de 2023, Assad declaró que acogería con agrado la llegada de más tropas y bases militares rusas en territorio sirio. 

## La oposición siria y sus aliados

### Coalición nacional siria y gobierno provisional

#### Consejo Nacional Sirio
Formado el 23 de agosto de 2011, el Consejo Nacional es una coalición de grupos antigubernamentales, con sede en Turquía. El grupo incluye a los firmantes de la Declaración de Damasco de 2005, la Hermandad Musulmana Siria, facciones kurdas y asirias, representantes de las comunidades alauitas y comités de coordinación local.  El Consejo Nacional busca el fin del régimen de Bashar al-Assad y el establecimiento de un estado moderno, civil y democrático. El SNC tiene vínculos con el Ejército Libre Sirio . Los partidos kurdos finalmente abandonaron el Consejo, después de que éste se resistiera a sus demandas de descentralización política. 

#### Coalición Nacional Siria

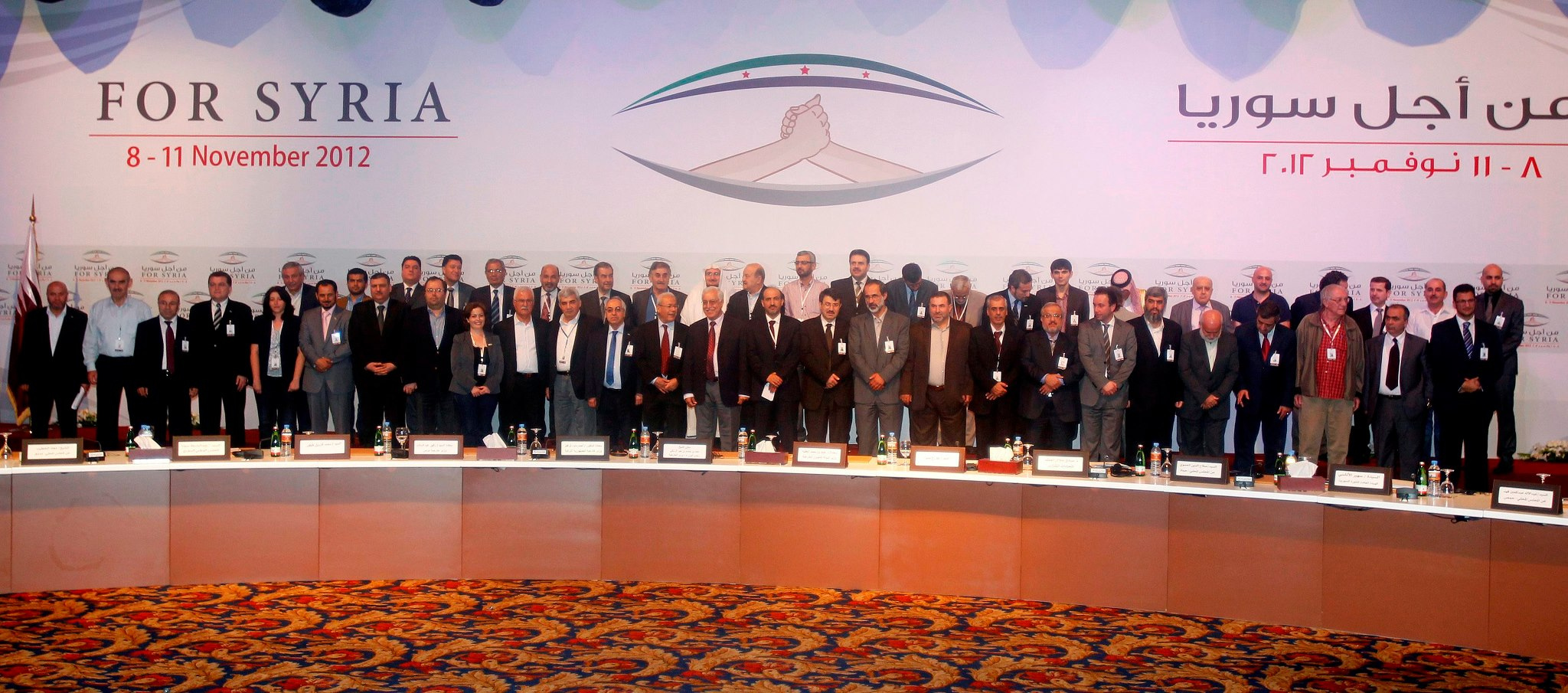
Miembros de la Coalición Nacional Siria en Doha, 11 de noviembre de 2012. En el centro, el presidente al-Khatib, junto con los vicepresidentes Seif y Atassi, así como todos los presidentes del CNS: Ghalioun, Sieda y Sabra.

El 11 de noviembre de 2012, en Doha, el Consejo Nacional y otros grupos de la oposición se unieron para formar la Coalición Nacional de Fuerzas Revolucionarias y de Oposición Sirias .  El Consejo Nacional Sirio tiene 22 de los 60 escaños de la Coalición Nacional Siria.  Al día siguiente, fue reconocido como el gobierno legítimo de Siria por numerosos estados árabes del Golfo, y más tarde también por Estados Unidos, Francia, Turquía, España y el Reino Unido. 
Los delegados del consejo directivo de la Coalición incluirán mujeres y representantes de minorías religiosas y étnicas, incluidos los alauitas. Según se informa, el consejo militar incluirá al Ejército Libre Sirio .  Los principales objetivos de la Coalición Nacional son reemplazar al gobierno de Bashar al-Assad y "sus símbolos y pilares de apoyo", "desmantelar los servicios de seguridad", unificar y apoyar al Ejército Libre Sirio, rechazar el diálogo y la negociación con el gobierno de al-Assad y "responsabilizar a los responsables de matar sirios, destruir [Siria] y desplazar [a los sirios]". 

#### Gobierno provisional
En 2013, tras la presión de Francia, Turquía y Qatar, la Coalición Nacional Siria formó el Gobierno Provisional Sirio (GSI), con el fin de gobernar los territorios que habían sido liberados del régimen.   El SIG fue creado para dar al movimiento de oposición más legitimidad "sobre el terreno", ofreciendo asistencia humanitaria y gobernanza.  El Ministro de Defensa debía ser elegido por el Ejército Libre Sirio.  La sede del gobierno provisional en Siria se encuentra en la ciudad de Azaz, en la gobernación de Alepo .   A partir de junio de 2019 su primer ministro es Abdurrahman Mustafa y a partir de julio de 2021 su presidente es Salem al-Meslet .

### Ejército Libre Sirio y grupos afiliados

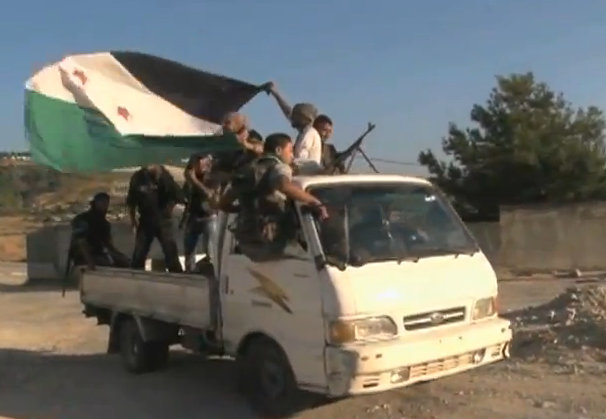
Combatientes del Ejército Sirio Libre son transportados en camioneta

La formación del Ejército Libre Sirio (ELS) fue anunciada el 29 de julio de 2011 por un grupo de oficiales desertores del ejército sirio, alentando a otros a desertar para defender a los manifestantes civiles de la violencia del Estado y lograr un cambio de gobierno.  En diciembre de 2011, las estimaciones del número de desertores del FSA oscilaban entre 1.000 y más de 25.000.  El grupo recibió armas, provisiones y dinero de estados regionales como Arabia Saudita, Qatar y Turquía, y de los EE. UU.  El FSA, que inicialmente tenía su sede en Turquía, trasladó su sede al norte de Siria en septiembre de 2012 y actualmente funciona más como una organización paraguas que como una cadena de mando militar tradicional.  
El grupo comenzó con incursiones y emboscadas de estilo guerrillero, pero a medida que reunían más miembros, se utilizaron tácticas de asalto más complejas. 

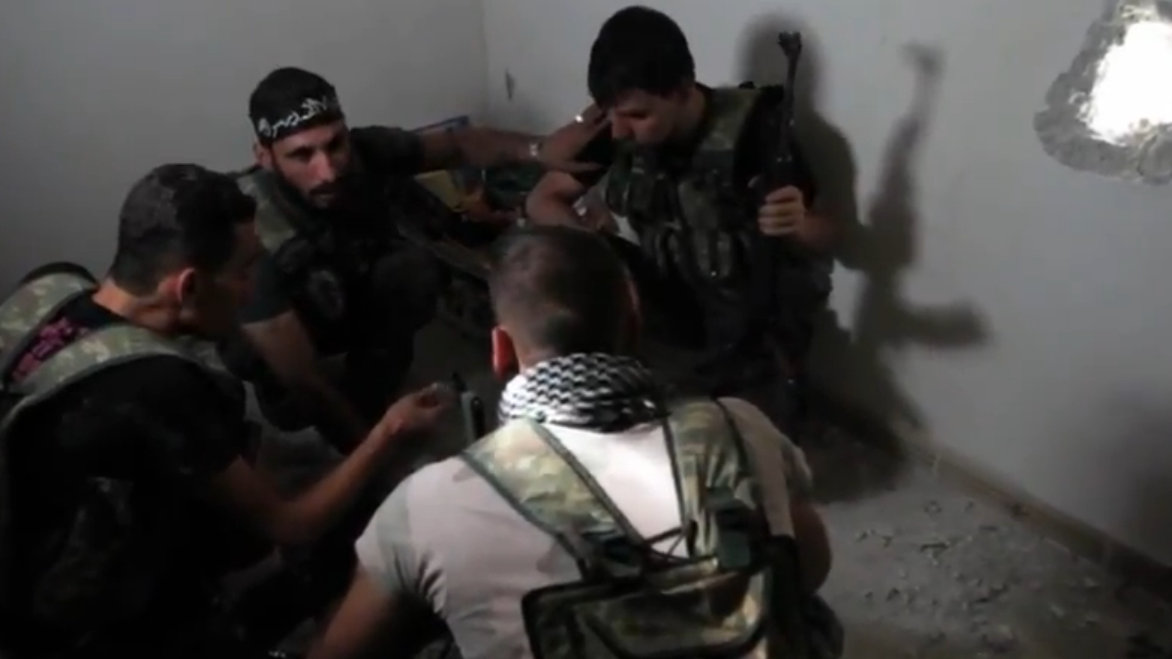
Soldados del FSA planean durante la batalla de Alepo (octubre de 2012).

La designación del FSA por parte de Occidente como una facción de oposición moderada le ha permitido, en el marco de los programas dirigidos por la CIA,   recibir armamento sofisticado y otro apoyo militar de los EE. UU., Turquía y algunos países del Golfo .  Sin embargo, la ayuda que llegaba de otros países no fluía a través de un mando centralizado, sino de forma fragmentada, basada en contactos personales, lo que dio lugar a rivalidades internas en el FSA. 

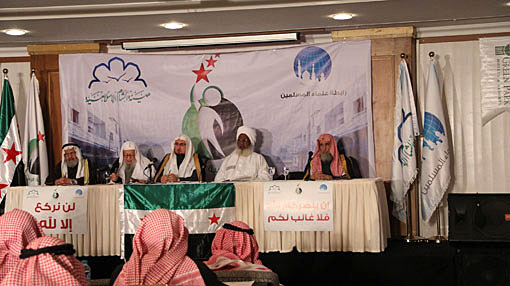
Campaña de la oposición siria en apoyo a Siria en 2012

Abu Yusaf, un comandante del Estado Islámico (EI), afirmó en agosto de 2014 que muchos de los miembros del FSA que habían sido entrenados por oficiales militares estadounidenses, turcos y árabes terminaron uniéndose al EI.  Sin embargo, en septiembre de 2014, el Ejército Libre Sirio se unió a una alianza y un frente común con las milicias kurdas, incluidas las YPG, para luchar contra el EI. 
En diciembre de 2015, según el Instituto Americano para el Estudio de la Guerra, los grupos que se identificaban como FSA todavía estaban presentes alrededor de Alepo y Hama y en el sur de Siria, y el FSA seguía siendo "el mayor y más secular de los grupos rebeldes".  Sin embargo, el grupo siguió sufriendo pérdidas a causa de los combatientes que se unieron a las Fuerzas Democráticas Sirias o EI. 
Después de la intervención militar turca en Siria en 2016, y a medida que otros países comenzaron a reducir su participación, el FSA se volvió más dependiente de la ayuda turca.  Para el FSA, Turquía era un santuario y una fuente de suministros. Desde finales de agosto de 2016, el gobierno turco reunió una nueva coalición de grupos rebeldes sirios, incluidos muchos que formaban parte del FSA. Esta fuerza, a menudo denominada Ejército Libre Sirio (TFSA) respaldado por Turquía, adoptaría el nombre de Ejército Nacional Sirio en 2017.  
En marzo de 2017, el FSA, junto con las milicias kurdas, terminó de expulsar al Estado Islámico del norte de Siria. 
La FSA trabaja actualmente en el 55 km de área, a lo largo de la frontera con Irak y Jordania, para prevenir el tráfico de drogas y la actividad del EI en la región.  

### Ejército Nacional Sirio
El 30 de diciembre de 2017, al menos 30 facciones que operan bajo la bandera del Gobierno provisional sirio se fusionaron en un grupo armado unificado después de cuatro meses de preparativos. Jawad Abu Hatab, primer ministro y ministro de Defensa, anunció la formación del Ejército Nacional Sirio después de reunirse con comandantes rebeldes en la ciudad de Azaz . El organismo recién formado afirmó tener 22.000 combatientes, muchos de ellos entrenados y equipados por Turquía.  Aunque se concentró en áreas ocupadas por Turquía, originalmente como parte de la Operación Escudo del Éufrates,  el SNA también estableció una presencia en la Gobernación de Idlib durante la ofensiva del noroeste de Siria de 2019,    y consolidó su presencia cuando el Frente Nacional para la Liberación se unió al SNA el 4 de octubre de 2019.
Los objetivos oficiales del grupo son ayudar a la República de Turquía a crear una "zona segura" en Siria y establecer un Ejército Nacional.  Son fuertes oponentes de las Fuerzas Democráticas Sirias (FDS),   y también han luchado contra el Estado Islámico (EIIL) y, en menor medida, contra el Ejército Árabe Sirio del gobierno sirio baazista .  El SNA tiene un equivalente policial, la Policía Libre, que también cuenta con el respaldo de Turquía. El SNA controla actualmente el área de Afrín y las áreas cercanas de Siria que limitan con Turquía, incluida la ciudad de Jarabalus .  Se estima que actualmente cuentan con unos 70.000 combatientes y han estado involucrados en enfrentamientos con el grupo Hayat Tahrir al-Sham desde 2022.  

### Comité Nacional de Coordinación para el Cambio Democrático
El Comité de Coordinación Nacional para el Cambio Democrático, formado en 2011 y con sede en Damasco, es un bloque de oposición formado por 13 partidos políticos de izquierda y nacionalistas árabes y "activistas políticos y juveniles independientes".   Reuters lo ha definido como el principal grupo paraguas de la oposición interna.  En 2011, el grupo organizó su primera conferencia, oponiéndose a la militarización, internacionalización y sectarización del levantamiento.  Inicialmente, el NCC tenía varios partidos políticos kurdos como miembros, pero todos, excepto el Partido de la Unión Democrática, lo abandonaron en octubre de 2011 para unirse al Consejo Nacional Kurdo . 
Las relaciones con otros grupos de oposición política siria son en general malas. En 2011, el movimiento de protesta sobre el terreno rechazó al CNC en favor del Consejo Nacional Sirio (CNS).  La Comisión General de la Revolución Siria, los Comités de Coordinación Local de Siria y el Consejo Supremo de la Revolución Siria se oponen a los llamamientos del CNC al diálogo con el gobierno baazista.  Algunas organizaciones han acusado al NCC de ser una " organización fachada " del gobierno de Bashar al-Assad y a algunos de sus miembros de ser exmiembros del gobierno.  En septiembre de 2012, el SNC reafirmó que, a pesar de ampliar su membresía, no se uniría a "corrientes cercanas al NCC".  A pesar de que el CNC reconoció al Ejército Libre Sirio el 23 de septiembre de 2012,  el FSA ha desestimado al CNC como una extensión del gobierno, afirmando que "esta oposición es simplemente la otra cara de la misma moneda". 
En junio de 2023, el CNC llegó a un acuerdo con el Consejo Democrático Sirio y ambos grupos publicaron un "documento de consenso" en el que establecieron sus objetivos y visiones compartidas para el futuro de Siria.  Estos objetivos incluyen la redacción de una nueva constitución, el rechazo de los grupos separatistas y divisionistas y el establecimiento de un frente democrático nacional unido. 

### Hayat Tahrir al-Sham

Bandera del Gobierno de Salvación Nacional de Siria 2017-2024

En enero de 2017, se formó Hayat Tahrir al-Sham (HTS) cuando el Frente al-Nusra se unió a otras facciones salafistas: el Frente Ansar al-Din, Jaysh al-Sunna, el Movimiento Nour al-Din al-Zenki y Liwa al-Haqq . (El Frente Ansar al-Din y el Movimiento Nour al-Din al-Zenki se han separado desde entonces).   El recién formado HTS continuó ganando más seguidores entre los desertores de Ahrar al-Sham . Los combatientes del HTS persiguieron a los militantes del EI que huyeron a Idlib después de su derrota y reprimieron a Hurras al-Din, otro grupo militante con vínculos con Al Qaeda. 
En noviembre de 2017, HTS creó el Gobierno de Salvación Sirio, un gobierno alternativo de la oposición siria que actualmente gobierna partes de la Gobernación de Idlib . El principal gobierno interino sirio de la oposición lo considera ilegítimo.  Al principio, el gobierno de Salvación aplicó con dureza una interpretación estricta de la ley islámica, pero en los últimos años el grupo se ha vuelto más tolerante.  La policía religiosa ha sido disuelta y el líder del HTS se opone a la designación del grupo por parte de Estados Unidos como organización terrorista, calificándola de "injusta".  A diferencia de Al Qaeda, HTS no busca crear un califato global, sino que tiene una orientación más local, siendo su objetivo principal el establecimiento del gobierno islámico en Siria mediante el “derroque del régimen criminal [de Assad] y la expulsión de las milicias iraníes”. "  El grupo obtiene dinero a través del botín capturado al régimen y a las facciones de la oposición, acuerdos de intercambio de prisioneros, el saqueo de sitios históricos y la venta de artefactos, la reivindicación de propiedad privada de cristianos y partidarios del gobierno, y a través de impuestos. 
El líder actual de HTS es Ahmed al-Sharaa, conocido popularmente como "Abu Mohammad al-Julani". Se estima que el grupo tenía unos 10.000 miembros en 2024.  HTS ha negado ser parte de Al Qaeda y dijo en un comunicado que es "una entidad independiente y no una extensión de organizaciones o facciones anteriores".  El grupo ha estado involucrado en feroces enfrentamientos con el Ejército Nacional Sirio en el norte de Siria desde 2022.  A principios de 2024, estallaron protestas en toda la provincia de Idlib contra HTS, su mala gestión de la economía local y la detención y tortura de presos políticos. 

## Al Qaeda y sus afiliados

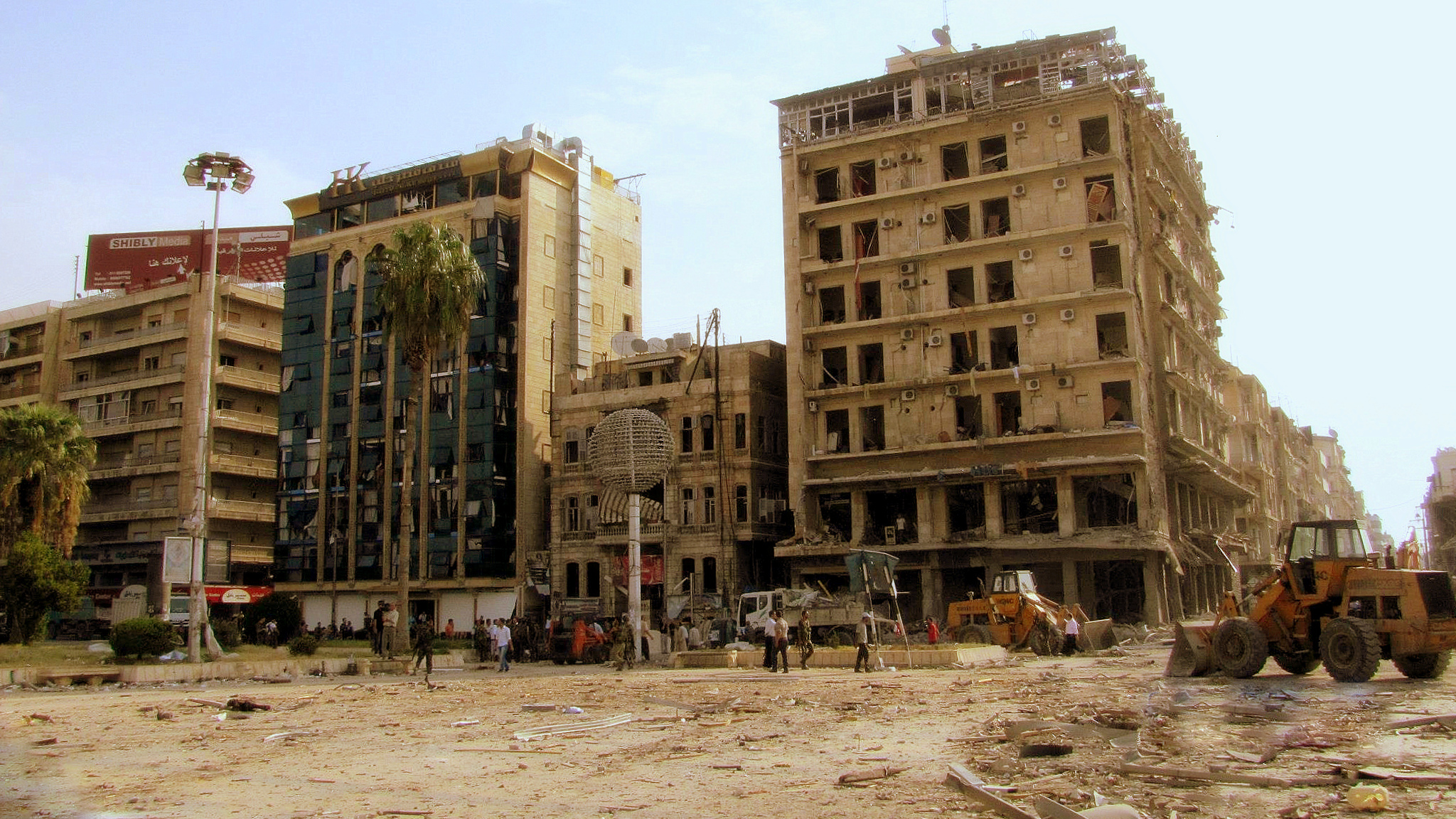
Escena de los atentados de Alepo de octubre de 2012, de los que se atribuyó la responsabilidad el Frente al Nusra

Bandera de Hurras al-Din

Al-Qaeda es un grupo militante yihadista que fue fundado en 1988 en Pakistán por Osama Bin Laden .  Varios grupos alineados con Al Qaeda se han convertido en actores armados en la guerra civil siria.

### Frente Al Nusra / Jabhat Fateh al Sham
Antes de la expansión del EIIL, la filial siria de Al Qaeda,  el Frente Al Nusra era considerado a menudo como la parte más agresiva y violenta de la oposición.  Responsable de más de 50 atentados suicidas, incluidas varias explosiones mortales en Damasco en 2011 y 2012, fue reconocido como organización terrorista por la República Árabe Siria y designado como tal por los Estados Unidos en diciembre de 2012.  En abril de 2013, el líder del Estado Islámico de Irak y el Levante publicó una declaración de audio en la que anunciaba que el Frente Al Nusra era su rama en Siria.  El líder de Al Nusra, Abu Mohammad al Julani, dijo que el grupo no se fusionaría con el Estado Islámico de Irak y el Levante, pero que seguiría manteniendo su lealtad a Ayman al Zawahiri, el líder de Al Qaeda .  Se estima que entre 2012 y 2016 el número de efectivos del Frente Al Nusra era de aproximadamente 6.000 a 10.000 personas, incluidos muchos combatientes extranjeros.   
La relación entre el Frente Al Nusra y la oposición siria autóctona era tensa, a pesar de que Al Nusra había luchado junto al FSA en varias batallas y algunos combatientes del FSA desertaron al Frente Al Nusra.  Las estrictas opiniones religiosas de los muyahidines y su voluntad de imponer la ley sharia perturbaron a muchos sirios.  Algunos comandantes rebeldes han acusado a los yihadistas extranjeros de "robar la revolución", robar fábricas sirias y mostrar intolerancia religiosa. 
El Frente Al Nusra cambió su nombre a Jabhat Fateh al Sham (JFS) en junio de 2016. En 2017, el grupo se fusionó con otros grupos para formar Hayat Tahrir al-Sham .

### Hurras al-Din
Tanzim Hurras al-Din es un grupo yihadista salafista que se formó como una fusión entre varias facciones alineadas con Al Qaeda en febrero de 2018.  El jefe del grupo, Abu Humam al-Shami, es un sirio que luchó con Al Qaeda en Afganistán durante la década de 1990 y anteriormente con el Frente Al-Nusra, pero que se fue cuando el grupo rompió lazos oficiales con Al Qaeda.   Desde 2020, Hurras al-Din no ha recibido el respaldo oficial de Al Qaeda.  Se estima que actualmente el grupo cuenta con unos 2.500 combatientes, de los cuales aproximadamente la mitad son combatientes extranjeros, un porcentaje mucho mayor que en HTS.  

## Estado Islámico

Bandera de ISIS

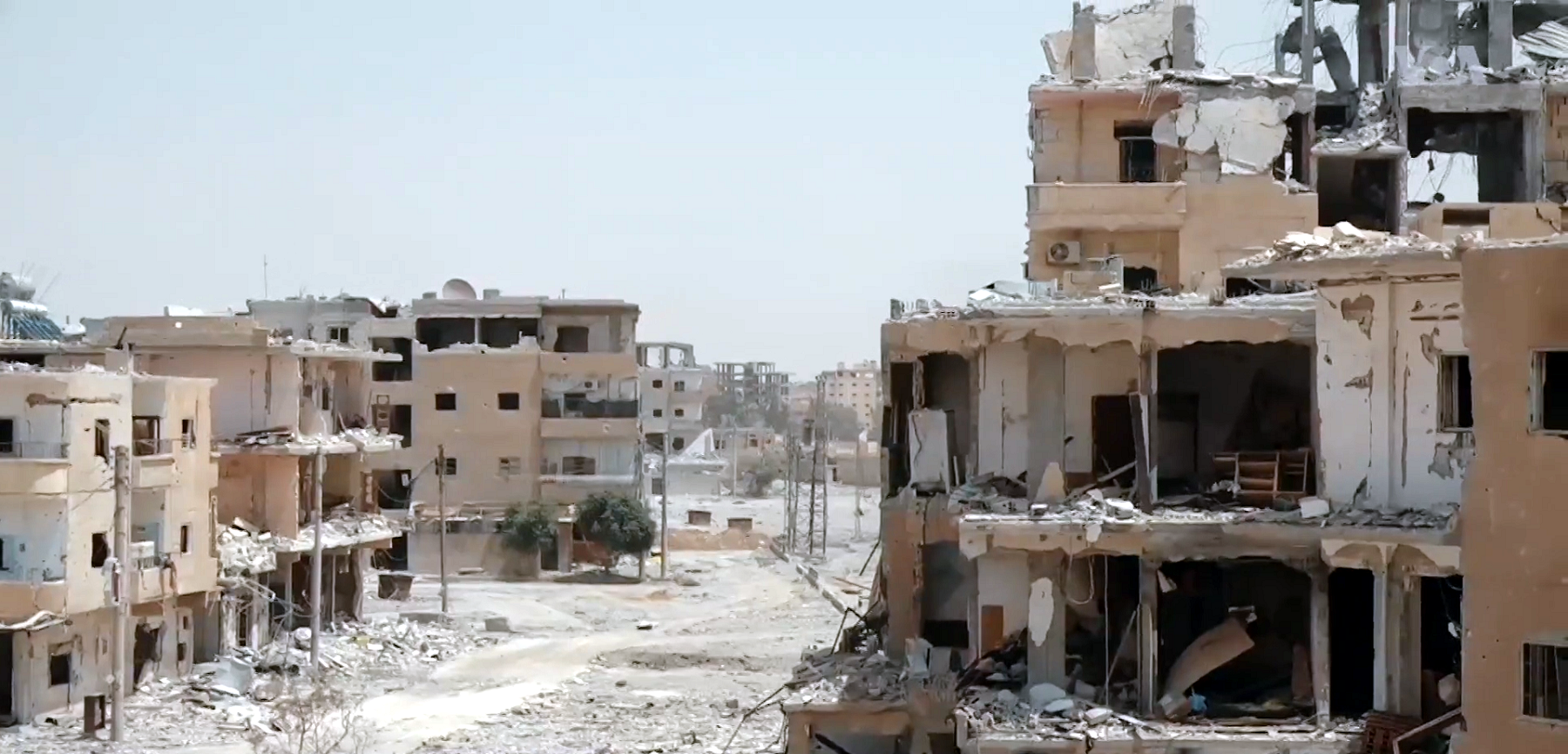
Gran parte de Raqqa sufrió graves daños durante la batalla de Raqqa entre junio y octubre de 2017.

El grupo llamado Dā'ash o Estado Islámico (abr. IS, ISIL o ISIS), comenzó a lograr rápidos avances militares en el norte de Siria a partir de abril de 2013 y a mediados de 2014 controlaba grandes partes de esa región, donde el Observatorio Sirio de Derechos Humanos lo describió como "el grupo más fuerte".  El grupo se esfuerza por establecer un califato global, librando una guerra contra los "incrédulos".  Ha impuesto una estricta ley sharia sobre las tierras que controla. El grupo fue fundado por el combatiente iraquí Abu Bakr al-Baghdadi, y a finales de 2013 contaba con unos 7.000 combatientes en Siria, incluidos muchos no sirios.  EI estaba originalmente afiliado a Al Qaeda, hasta que Al Qaeda cortó oficialmente sus vínculos con el grupo a principios de 2014. 
El grupo atrajo la atención internacional por sus horrendos abusos de los derechos humanos y por no tolerar a grupos de milicias no islamistas, periodistas extranjeros o trabajadores humanitarios, cuyos miembros ha expulsado, encarcelado o ejecutado.   Al otro lado de la frontera con Siria, en Irak, el EI ha llevado a cabo un genocidio del pueblo yazidí, matando a cientos de hombres, esclavizando a miles de mujeres y niños y expulsando a los yazidíes de su patria. 
En el verano de 2014, el EIIL controlaba un tercio de Siria.  Se estableció como la fuerza dominante de la oposición siria, derrotando a Jabhat al-Nusra en la Gobernación de Deir Ezzor y reclamando el control sobre la mayor parte de la producción de petróleo y gas de Siria.  En su mayoría, el grupo se dedicaba a realizar ofensivas contra las Fuerzas Armadas Sirias y el Ejército Libre Sirio, pero también atacaba a las Fuerzas Democráticas Sirias.  ISIS ha colocado bombas en la zona de la antigua ciudad de Palmira, considerada Patrimonio de la Humanidad por la UNESCO porque alberga algunas de las ruinas romanas antiguas más extensas y mejor conservadas del mundo.  Tras haber perdido casi la mitad de su territorio en Irak entre 2014 y 2016, algunos dirigentes del Estado Islámico en Irak se trasladaron a Siria, desestabilizando aún más la región. 
A partir de 2014, una coalición internacional de estados intervino contra el EIIL . Varios países, incluidos algunos miembros individuales de la OTAN, participaron en operaciones aéreas en Siria que pasaron a ser supervisadas por la Fuerza de Tarea Conjunta Combinada, creada por el Comando Central de los Estados Unidos para coordinar los esfuerzos militares contra el EIIL de conformidad con sus compromisos asumidos colectivamente, incluidos los del 3 de diciembre de 2014.  Entre quienes han llevado a cabo ataques aéreos en Siria se incluyen Estados Unidos, Australia, Bahréin, Canadá, Francia, Jordania, los Países Bajos, Arabia Saudita, Turquía, los Emiratos Árabes Unidos y el Reino Unido .  Algunos miembros están involucrados en el conflicto más allá de combatir al EI; Turquía ha sido acusada de luchar contra las fuerzas kurdas en Siria e Irak, incluyendo colaboraciones de inteligencia con el EI en algunos casos.  En diciembre de 2017, Rusia declaró que el EIIL estaba totalmente derrotado en Siria.  A finales de 2018, Estados Unidos se declaró derrotado, aunque sus aliados del Reino Unido y Alemania no estuvieron de acuerdo.   El 23 de marzo de 2019, las Fuerzas Democráticas Sirias, respaldadas por Estados Unidos, declararon derrotado al ISIS, tras apoderarse de su último enclave de territorio.  En octubre de 2019, Estados Unidos asesinó al líder del EI, Al Baghdadi.   El EIIL nombró a Abu Ibrahim al Hashimi al-Qurayshi como sucesor de Bagdadi.  A partir de 2024, el EI continúa activo militarmente en el noreste de Siria, aunque ha perdido casi todo su territorio.  En cambio, la mayor parte de la actividad del grupo en la actualidad se lleva a cabo a través de filiales en Afganistán, Pakistán y varios países de África.  Algunas fuerzas internacionales han permanecido en Siria para llevar a cabo misiones contra miembros del EI y evitar un resurgimiento del movimiento. 

## Rojava
La Administración Autónoma del Norte y Este de Siria, también conocida como Rojava, es una región autónoma de facto en el noreste de Siria .   Está formada por subregiones autónomas en las zonas de Afrín, Jazira, Éufrates, Raqqa, Tabqa, Manbij y Deir Ez-Zor .   La región obtuvo su autonomía de facto en 2012 en el contexto del actual conflicto de Rojava y la guerra civil siria más amplia, en la que ha participado su fuerza militar oficial, las Fuerzas Democráticas Sirias (FDS).   El Consejo Democrático Sirio es el ala política de las Fuerzas Democráticas Sirias y sirve como gobierno legislativo de la AANES.

### Consejo Democrático Sirio
El Consejo Democrático Sirio se estableció el 10 de diciembre de 2015 en al-Malikiyah .  Fue cofundado por el destacado activista de derechos humanos Haytham Manna y fue concebido como el ala política de las Fuerzas Democráticas Sirias. El consejo incluye más de una docena de bloques y coaliciones que apoyan el federalismo en Siria, incluido el Movimiento para una Sociedad Democrática, la Alianza Nacional Kurda en Siria, el Movimiento Ley-Ciudadanía-Derechos y, desde septiembre de 2016, el Movimiento Siria Mañana . En marzo de 2016, el Consejo declaró la creación de una federación autónoma en el noreste de Siria y en agosto de ese año abrió una oficina pública en al-Hasakah .  
El Consejo Democrático Sirio fue excluido de las conversaciones internacionales de paz de Ginebra III sobre Siria en marzo de 2016, así como de otras conversaciones posteriores, debido a la oposición del Estado turco.

### Fuerzas Democráticas Sirias

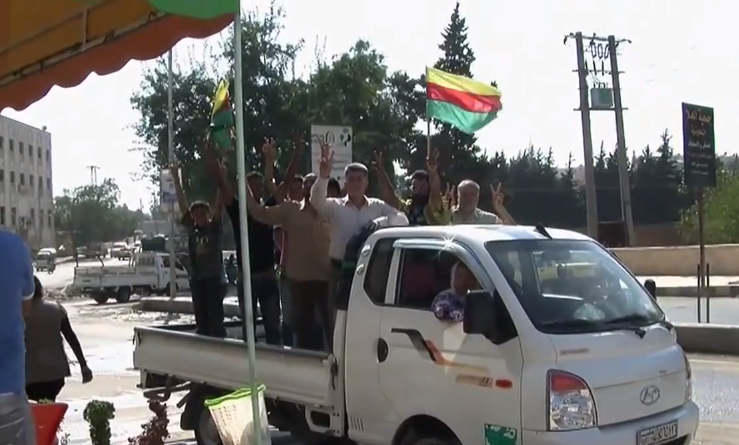
Los kurdos muestran su apoyo al PYD en Afrin durante el conflicto

Las Fuerzas Democráticas Sirias (FDS) son una alianza de milicias principalmente kurdas pero también árabes, asirias y turcomanas con inclinaciones políticas mayoritariamente izquierdistas y confederalistas democráticas. Se oponen al gobierno de Assad, pero han dirigido la mayor parte de sus esfuerzos contra el Frente Al Nusra y el EIIL .
El grupo se formó en diciembre de 2015, dirigido principalmente por las Unidades de Protección Popular (YPG), predominantemente kurdas. Se estima que su tamaño oscila entre 55.000  y 80.000 combatientes.  Aunque en su mayoría son kurdos, se estima que alrededor del 40% de los combatientes no son kurdos.  Los kurdos –en su mayoría musulmanes sunitas, con una pequeña minoría de yazidíes– representaban el 10% de la población de Siria al comienzo del levantamiento en 2011. Habían sufrido décadas de discriminación y abandono, privados de derechos civiles, culturales, económicos y sociales básicos.  : 7 Cuando comenzaron las protestas, el gobierno de Assad finalmente concedió la ciudadanía a unos 200.000 kurdos apátridas, en un esfuerzo por tratar de neutralizar la potencial oposición kurda.  A pesar de esta concesión, la mayoría de los kurdos siguen oponiéndose al gobierno y esperan en cambio una Siria más descentralizada basada en el federalismo .  El Consejo Militar Sirio, al igual que muchas milicias asirias (como los Guardias Khabour, Nattoreh y Sutoro ), se formó originalmente para defender las aldeas asirias, pero se unió a las fuerzas kurdas para recuperar Hasakah del ISIS a fines de 2015  Las Fuerzas de Protección Femenina de la Tierra Entre los Dos Ríos son una fuerza totalmente femenina de combatientes asirios en el noreste de Siria que luchan contra el ISIS junto con otras unidades asirias y kurdas. 
Las Fuerzas Democráticas Sirias han recibido apoyo militar y económico de Estados Unidos, que considera al grupo un aliado importante en su lucha contra el EI. 

## Otras fuerzas externas

### Turquía
La Fuerza Aérea Turca ha lanzado múltiples ataques aéreos en Siria contra múltiples facciones como las SDF,  SAAF y ISIS. Turquía también ha ocupado varias regiones en el norte de Siria . 

### Estados Unidos
Estados Unidos ha lanzado múltiples ataques aéreos selectivos contra ISIS y fuerzas pro gubernamentales. El ejército de los Estados Unidos también ha apostado en la base de Al-Tanf y al menos en otros cuatro sitios para apoyar a las SDF y combatir a ISIS. 

### Israel
Israel ha atacado a varias milicias iraníes en Siria y al grupo Hezbolá, miembro del Eje de la Resistencia . En abril de 2024, Israel lanzó un ataque aéreo contra el consulado iraní en Damasco . Después de la caída del régimen de Assad, los soldados sirios que debían custodiar la zona de amortiguación abandonaron sus puestos en el lado de los Altos del Golán que estaba bajo control de Siria. Por lo tanto, el 8 de diciembre de 2024, Israel trasladó unidades de las FDI a las posiciones abandonadas para evitar que milicias o terroristas tomaran dichas posiciones.
Esta es una lista de grupos armados involucrados en la actual Guerra Civil Siria.

## Lista

### Conflicto general (2011–2024)
Esta es una lista de grupos armados involucrados en la actual Guerra Civil Siria.
| República Árabe Siria y aliados | Oposición siria y aliados | Autoadministración kurda de Rojava y aliados | Estado Islámico de Irak y el Levante y aliados |
| --- | --- | --- | --- |
| Fuerzas gubernamentales de Siria - Fuerzas Armadas de Siria - Ejército Árabe Sirio - Guardia Republicana - 100º Regimiento de Artillería - 101º Regimiento de Seguridad - 102º Regimiento de Seguridad - 103ª Brigada de Comandos - Infantes de marina sirios - 104ª Brigada Aerotransportada - 105ª Brigada Mecanizada - 107º Regimiento de Artillería - 108º Regimiento Blindado - 109º Regimiento Blindado - 124ª Brigada de Fuerzas Especiales - 151º Regimiento Mecanizado - 152º Regimiento Mecanizado - Regimiento 800 - Batallón Acorazado Leonas de Defensa - Fuerzas Populares de Seguridad y Apoyo - 30.ª División - Voluntarios de Quwat al-Ghadab - 4ª División Acorazada - 38.ª Brigada Blindada - 40ª Brigada Blindada - 41ª Brigada Blindada - 42ª Brigada Blindada - 138ª Brigada Mecanizada - 154º Regimiento de Artillería - 333º Regimiento de Infantería - 550º Regimiento SF - 555º Regimiento SF (aerotransportado) - 666º Regimiento de Infantería - Brigada Al-Imam Hussein - Harakat Hezbollah al-Nujaba Ala siria - Leones protectores - Comando de Fuerzas Especiales - Fuerzas Tigre - Brigada de las Fuerzas Pantera - Brigada de las Fuerzas del Guepardo - Equipo de las Fuerzas del Guepardo 3 - Equipo de las Fuerzas del Guepardo 6 - Brigada de las Fuerzas Leopard - Grupo/Regimiento de Termah (o Tarmeh) - Grupo Taha - Grupo/Regimiento Yarrob - Grupo/Regimiento Shaheen - Grupo/Regimiento Shabaat - Grupo/Regimiento Al Hawarith - Grupo/Regimiento Zaydar - Grupo/Regimiento Al Shabat - Grupo/Regimiento Al-Komeet - Grupo/Regimiento Al-Luyouth (Grupo Shadi) - Grupo/Regimiento Hayder - Brigada de Halcones de Raqqa - 629º Batallón - Fuerza de Defensa Nacional - Jaysh al-Shabi - Shabiha - Suqur al-Sahara - Armada Árabe Siria - Fuerza Aérea Árabe Siria - Dirección General de Seguridad - Dirección de Inteligencia de la Fuerza Aérea - Dirección de Inteligencia Militar - Shabiha - Policía siria Grupos armados aliados: - Hezbolá - Brigadas de Resistencia Libanesa - Movimiento Amal - Kataeb Hezbolá - Liwa Fatemiyoun - Brigada al-Abbas - Guardia Nacionalista Árabe - Organización Badr - Brigadas Haidar al-Karar - Brigadas del Día Prometido - PFLP–GC - Partido Social Nacionalista Sirio - Jaysh al-Muwahhideen - Ejército por la Liberación de Palestina - Resistencia Siria - Kataeb Hezbolá - Brigadas Baaz - Fatah-Intifada - Liwa Al Quds - Partido Democrático Árabe - Hutíes - Comités Populares (2012) - Mavros Krinos - Guardia Nacionalista Árabe - Liwa Dhu al-Fiqar - Cuerpo Eslavo (2013) - Faylak Wa’ad al-Sadiq - Clan al-Berri - Milicias de la tribu Tayy - Milicias de la tribu al-Jihesh - Liwa al-Quds - As-Saika - Liwa Fatemiyoun - Sootoro - Fuerzas Galilea - Yihad Islámica Palestina - Partido del Pueblo Palestino - Resistencia Nacional Siria - Movimiento Imperial Ruso - E.N.O.T. Corp. - Fuerzas de Movilización Popular - Asa'ib Ahl al-Haq - Harakat Hezbollah al-Nujaba - Brigadas del Día Prometido - Fuerzas de Abu al-Fadl al-Abbas Irán (2013-2024) - Fuerzas Armadas de Irán - Fuerzas terrestres de Irán - Ejército de Irán - Cuerpos de la Guardia Revolucionaria Islámica - Fuerza Quds - Basij Rusia (2015-2024) - Fuerzas Armadas de Rusia - Fuerzas Terrestres de Rusia - Armada rusa - Flota del Mar Negro - Fuerzas Aeroespaciales de la Federación Rusa - Fuerza Aérea de Rusia - Servicio Federal de Seguridad - Dirección General de la Policía Militar - Servicio de Inteligencia Exterior - Grupo Wagner - Rúsich - Interbrigadas - Kadírovtsi Apoyo militar directo: - Irak Apoyo militar indirecto: - Venezuela - Corea del Norte - China | Ejército Nacional Sirio - Ejército Libre Sirio - Frente Nacional para la Liberación - Frente de Liberación de Siria Frente Al-Nusra Ejército de los Muyahidines Unión Islámica de Ajnad al-Sham Frente de los Revolucionarios de Siria Ghuraba al-Sham Frente Islámico Jund al-Sham (grupo libanés) Brigada Abdullah Azzam Jaish al-Muhajireen wal-Ansar Fatah al-Islam Ansar al-Islam Ejército del Levante Alianza Muhajirin wa-Ansar Tehrik e Talibán Pakistán Partido Islámico de Turquestán Hermanos Musulmanes de Siria Frente de Autenticidad y Desarrollo Unión Libre Siria Junud al-Sham (grupo checheno) Harakat Fajr ash-Sham al-Islamiya Brigada de los Mártires de Yarmuk Abna Harakat al-Islam Jaysh al-Sunnah wal-Jama'ah Corte de la Sharia de Deir-ez Zor Brigada de al-Qaka Consejo Revolucionario Tawafiq Fajr al-Islam Katibat al-Taliban Kurdo Liwa al-Tawhid wal-Jihad Liwa al-Asifa Brigada Ansar al-Jalifa Frente por la Liberación de Qalamun Facción de la Liberación Popular Batallón Verde Harakat Sham al Islam Harakat Nour al-Din al-Zenki Suqour al-Ezz Legión del Sham Sala de Operaciones del Sur Frente Nacional para la Liberación de Siria Frente Sirio de Liberación Islámica Grupos armados aliados: - Lobos grises - Hermanos Musulmanes - Hermanos Musulmanes en Siria - Escudos del Consejo Revolucionario - Hamás (2012-22) - Aknaf Bait al-Maqdis - Ejército Libre Iraquí Turquía (Desde 2016) - Fuerzas Armadas Turcas - Ejército de Turquía - Primer Ejército - 7ª Brigada de Comandos - Segundo Ejército - 1ª Brigada - 3ª Brigada - 4ª Brigada - 11.ª Brigada - Tercer Ejército - 57º Batallón - Comandancia General de Gendarmería - Comando Especial de Seguridad Pública de la Gendarmería - Operaciones Especiales de la Gendarmería (JÖH) - Sistema de Guardias de la Aldea - Fuerza Aérea Turca - Armada de Turquía - Infantería de marina - Estado Mayor - Comando de Fuerzas Especiales - Dirección General de Seguridad - Departamento de Operaciones Especiales de la Policía (PÖH) - Organización Nacional de Inteligencia (MİT) Estados Unidos (contra el Estado Islámico, 2014-2017, y ataques limitados contra las fuerzas progubernamentales, 2017-2018) - Fuerzas Armadas de Estados Unidos. - Ejército de los Estados Unidos - Fuerza Aérea de los Estados Unidos - Armada de los Estados Unidos - Fuerzas Especiales del Ejército de los Estados Unidos. Reino Unido (ataques limitados contra las fuerzas progubernamentales, 2017-2018) - Fuerzas Armadas británicas - Real Fuerza Aérea Francia (ataques limitados contra las fuerzas progubernamentales, 2017-2018)[ - Fuerza Aérea Francesa - Armada francesa Apoyo armamentístico: - Catar - Arabia Saudita - Turquía - Estados Unidos - Libia - Kuwait - Reino Unido - Francia Gobierno de Salvación de Siria (2017-2024) - Hayat Tahrir al-Sham (desde 2017) - Jaysh al-Usra - Movimiento de los muyahidines de los suníes de Irán - Ejército de Umar Ibn Jattab - Ejército de Abu Bakr as-Sadiq - Ejército de Uzmán ibn Affan - Batallón Tawhid y Jihad - Empresas de Resistencia Popular - Batallón de la ciudad de Alepo - Bandas Rojas - Brigada Al Hujra - Brigada Amanecer del Islam - Liwa Moaawiyah Bin Abi Sofyan - Brigadas Sa'ad bin Abi Waqas - Batallones de Bin Al-Walid - Comando de Operaciones Militares - Katibat al-Ghuraba al-Turkestán - Ajnad al-Kavkaz - Yama'at Ansar al-Haq - Junud al-Makhdi - Jamaat Búlgaro - Jaish al-Shomal al-Islami - Fuerza de Tareas Especiales Encubierta de los Batallones Abu Amara - Partido Islámico de Turquestán en Siria - Unión de la Yihad Islámica - Ansar ut-Turkestán - Katibat Jabal al-Islam - Malhama Táctical - Junud al-Sham - Liwa Usud al-Idlam - Movimiento de Salah al-Din Apoyado por: - Turquía - Catar (hasta 2017) - Estados Unidos (después del 8 de diciembre de 2024) | Fuerzas Democráticas Sirias - Unidades de Protección Popular (YPG) - Unidades Femeninas de Protección (YPJ) - Asayish - Yabat al-Akrad - Milicias de la tribu Shammar - Milicias de la tribu Sharabiyya - Milicias de la tribu Zubayd Milicias Internacionales - Brigada Internacional de Liberación - Partido Comunista Marxista-Leninista (Turquía) - Fuerzas Unidas de Liberación (BÖG) (Turquía) - Fuerza Femenina de Liberación (KÖG) (Turquía) - Unidad Armada de Propaganda Marxista-Leninista (Turquía) - Cuartel Revolucionario (Turquía) - Sosyal İsyan (Eco-anarquistas turcos) - Partido Comunista de Turquía/Marxista-Leninista - Partido Comunista del Trabajo de Turquía/Leninista - Partido Marxista Leninista - Reconstrucción Comunista (España) - Unión Revolucionaria por la Solidaridad Internacional (RUIS) (Grecia) - Voluntarios de Devrimci Anarşist Faaliyet (DAF) «Acción Revolucionaria Anarquista» (anarquistas eslavos) - Brigada Bob Crow (Gran Bretaña) - Brigada Henry Krasucky (Francia) - Consejo Militar Siríaco - Sutoro - Fuerzas Guerrilleras Internacionales y Revolucionarias del Pueblo (IRPGF) - Ejército de Insurrección y Liberación Queer (TQUILA) - Voluntarios antifascistas internacionales Apoyo militar directo: - Kurdistán Iraquí - Gobierno Regional del Kurdistán Iraquí - Unión Patriótica del Kurdistán (Desde 2013) - Partido Demócrata del Kurdistán (2013-15) - Partido de los Trabajadores de Kurdistán - Estados Unidos (desde 2014) - Rusia (2015 - 2018) - Francia (desde 2016) Véase: Campaña del Kurdistán Coalición Internacional Contra Estado Islámico (solo contra ISIS) Estados Unidos - Fuerzas Armadas de los Estados Unidos - Ejército de los Estados Unidos - Fuerza Aérea de los Estados Unidos - Armada de los Estados Unidos Reino Unido - Fuerzas Armadas británicas - Real Fuerza Aérea - Servicio Aéreo Especial Francia - Fuerzas Armadas francesas - Ejército de Tierra francés - Ejército del Aire y del Espacio | Estado Islámico de Irak y el Levante (en guerra contra todos los bandos) - Ejército de Estado Islámico - Brigada Al-Jansaa - Brigada de los Mártires de Yarmuk - Movimiento Islámico Muthanna - Jund Al-Aqsa - Ejército de Jalid ibn al-Walid - Fuerzas insurgentes - Liwa Dawud - Liwa Aqab al-Islami - Jamaat Ahadun Ahad - Fuerzas insurgentes Véase: Conflicto entre los rebeldes y Estado Islámico |

Notas:
- El grupo Estado Islámico de Irak y el Levante formaba parte de al-Qaeda, pero fue repudiado por el mando general de la organización en febrero de 2014, al decir que el ISIS «no está afiliado con al-Qaeda ni tiene relación alguna [...] al-Qaeda no es responsable de las acciones de ISIS».[310]
- Los Estados Unidos han acusado a Bielorrusia de proporcionar o intentar proporcionar apoyo militar directo al gobierno sirio. Sin embargo, Bielorrusia lo niega.[311] También hay rumores no confirmados de que Argelia proporciona apoyo militar a Siria.[312]
- Existen conflictos constantes entre varios grupos rebeldes. Sin embargo, miembros de las Unidades de Protección Popular se han coordinado con el Ejército Libre Sirio.[313] Durante el conflicto entre rebeldes y Estado Islámico, este último se ha enfrentado al Ejército Libre Sirio, el Frente de los Revolucionarios de Siria, el Ejército de los Muyahidines, el Frente Islámico y el Frente al-Nusra. Jund al-Aqsa ha declarado su neutralidad en el conflicto.[243] Ghuraba al-Sham se ha enfrentado con el Frente al-Nusra y con la Brigada Tauhid.[314] Miembros de Partido Democráctico de Kurdistán-Siria[315] así como del Partido por la Libertad Kurda se han enfrentado en ocasiones con las Unidades de Protección Popular, el brazo armado del Partido de la Unión Democrática.[316]
- El Consejo Nacional Kurdo se unió a la Coalición Nacional Siria (aunque sin comprometerse oficialmente a ceder ninguna fuerza militar a la oposición) y conservó su afiliación con el Consejo Supremo Kurdo junto con el PYD.[317]
- El grupo yihadista Jaish al-Muhajireen wal-Ansar se alió con Estado Islámico de Irak y el Levante durante un corto periodo de tiempo, pero se separó debido a su juramento de fidelidad al Emirato del Cáucaso, convirtiéndose así en un grupo independiente.

### 2024-presente
| Gobierno de transición de Siria y aliados | Grupos opositores | Autoadministración kurda de Rojava y aliados | Grupos Salafistas y Yihadistas                                        |
| --- | --- | --- | --------------------------------------------------------------------- |
| Fuerzas gubernamentales sirias - Fuerzas Armadas de Siria - Ejército de Siria - Comando de Operaciones Militares - Legión del Sham - Jaysh al-Izza - Fuerza Aérea Siria - Servicio General de Seguridad - Ejército Nacional Sirio - [[Ejército Nacional Sirio\| División Hamza]] - División del Sultán Suleiman Shah - Primeros Cuerpos - Brigada del Sultán Mehmed el Coquistador - Burkan al-Furat Turquía (solo contra las FDS) - Ejército de Turquía - Fuerza Aérea Turca Fuerzas Libres de la Hasakah (solo contra las FDS) Ahrar al-Jazeera (Solo contra las FDS) Brigadas del Mártir Muhammad al-Deif | Grupos de resistencia baazistas - Brigada Escudo Costero - Consejo Militar para la Liberación de Siria - Frente de Resistencia Islámica de Siria - Resistencia Popular Siria - Desertores de la Brigada Escudo Costero - Resistencia Popular de la Región Oriental - Resistencia Popular en Daraa - Resistencia Popular en Quneitra - Saraya al-Areen (Abu Shuaib) - Grupo de Haymed Apoyado por: - Hezbolá - Grupos tribales libaneses ---- Fuerzas drusas - Brigada Escudo Jaramana - Consejo Militar de Suwayda - Fuerzas de la Guardia Nacional Apoyado por: Israel (Ataques aéreos y apoyo médico únicamente) | Fuerzas Democráticas Sirias - Consejo Militar de Manbij - Unidades de Protección Popular - Unidades Femeninas de Protección - Consejo Militar de Al-Bab - Unidades del Mártir Haroun - [cita requerida] - Fuerzas de Autodefensa de Rojava | Saraya Ansar al-Sunnah Estado Islámico - Ejército del Estado Islámico |

## Propagación del conflicto

#### En el Líbano (2011–2017)
Véase: Conflicto en Líbano desde 2011, Incidentes fronterizos entre el Líbano y Siria, batalla de Sidón y atentado en la embajada de Irán de 2013
| Aliados del Gobierno sirio | Aliados de la Oposición siria | Gobierno del Líbano y aliados | Estado Islámico |
| --- | --- | --- | --- |
| Milicias pro-Asád: - Hezbolá - Partido Democrático Árabe - Partido Social Nacionalista Sirio - FPLP-CG - As-Saika - FDLP - FPLP-CG - Federación Revolucionaria Armenia - Organización Nasserista Popular Otras milicias - Partido Comunista Libanés - Fatah | Ejército Libre Sirio - Ejército de Liberación de Sham Ejército del Islam Ahrar al-Sham Movimiento del Futuro Frente Islámico Afiliados de Al Qaeda: - Frente al-Nusra - Fatah al-Islam - Jund al-Sham - Brigada Abdullah Azzam - Hayat Tahrir al-Sham - Brigadas Abdullah Azzam - Ghuraba al-Sham - Jund al-Sham | Gobierno del Líbano - Fuerzas Armadas del Líbano - 5.ª Brigada de Infantería - 7.ª Brigada de Infantería - Fuerzas Terrestres del Líbano - Fuerza Aérea del Líbano - Fuerzas de Seguridad interna Apoyo internacional: · Estados Unidos · Reino Unido · Alemania · Turquía · Arabia Saudita · España · Egipto · Italia · Irán · Canadá | Estado Islámico de Irak y el Levante - Ejército de Estado Islámico - Sunitas libres de la Brigada Baalbek - Emirato de Damasco - Emirato de Qalamoun |

#### En Irak (2013–2017)
Véase: Emboscada de Akashat, Operación al-Shabah y Guerra civil iraquí
| Gobierno de Irak y aliados | Estado Islámico y aliados |
| --- | --- |
| Irak - Fuerzas Armadas de Irak - Ejército de Irak - Fuerzas Iraquíes de Operaciones Especiales - Fuerza Aérea Iraquí - Armada de Irak - Policía de Irak Grupos armados aliados: - Fuerzas de Movilización Popular - Fuerzas de Abu al-Fadl al-Abbas - Kataeb Hezbolá - Asa'ib Ahl al-Haq - Harakat Hezbollah al-Nujaba - Compañías de Paz - Frente Turcomano Iraquí - Liwa Abu al-Fadhal al-Abbas - Hezbolá - Partido Comunista Iraquí - Tribus armadas - Fuerzas Asirias - Unidades para la Protección de la Meseta de Nínive - Comités de Protección de Qaraqosh CJTF–OIR - Estados Unidos - Reino Unido - Canadá - Francia - Italia - Australia - Países Bajos - Bélgica - Dinamarca - Finlandia | Estado Islámico de Irak y el Levante - Ejército de Estado Islámico - Voluntarios de Ansar al Islam - Banderas Blancas (2017) - Fuerzas insurgentes - Voluntarios extranjeros Insurgentes Baazistas - Ejército de Naqshbandiyya (2013-15) - CMGRI - Comando Supremo para la Yihad y la Liberación |

#### En Jordania (2012-2018)
Véase: Incidente fronterizo entre Siria y Jordania de 2012
| Jordania                                                                                | Estado Islámico de Irak y el Levante                                  |
| --------------------------------------------------------------------------------------- | --------------------------------------------------------------------- |
| Jordania - Fuerzas Armadas de Jordania Ejército Libre Sirio Apoyado por: Estados Unidos | Estado Islámico de Irak y el Levante - Ejército de Jalid ibn al-Walid |

#### Incidentes con Turquía (2012–presente)
Véase: Crisis diplomática entre Turquía y Siria, Bombardeo de Turquía sobre Siria y Atentado en Reyhanli de 2013
| Gobierno sirio                   | Turquía                              |
| -------------------------------- | ------------------------------------ |
| Siria - Fuerzas Armadas de Siria | Turquía - Fuerzas Armadas de Turquía |

#### Incidentes con Israel (2012–2013)
| Gobierno sirio y aliados         | Consejo Nacional Sirio               | Israel                                |
| -------------------------------- | ------------------------------------ | ------------------------------------- |
| Siria - Fuerzas Armadas de Siria | Ejército Libre Sirio Frente Al-Nusra | Israel - Fuerzas de Defensa de Israel |